# ICOCA
ICOCA (이코카, 일본어: イコカ)는 2003년 11월 1일에 서일본 여객철도(이하 JR 서일본)이 오사카 근교 구간에 처음으로 도입한 교통 카드이다. 승차권으로의 역할은 물론 전자 화폐로 이용할 수 있는 카드이다. ICOCA는 또한 JR 서일본의 등록상표이기도 하다.

## 이코카 개요
소니의 비접촉형 IC카드 FeliCa의 기술을 적용하고 있는 카드로, 2008년 10월말 기준으로 발행 매수는 약 410만 매였다. 선불 방식의 승차권으로서의 기능을 시작해 정기권, 역 매점 등으로의 지불에 사용할 수 있는 전자 화폐의 기능을 겸비하는 카드이다. 카드로 이용할 수 있는 금액(잔액)은 역 등에 설치된 입금기 등에서 충전 하는 것으로써 추가를 할 수 있어 반복사용을 할 수 있다.
카드의 명칭은 IC 오퍼레이팅 카드(IC Operating CArd)의 약칭이지만, 간사이 사투리의 「이코카」(「가자」의 의미)와도 친해지기 쉬운 명칭으로 해, 이 명칭은 JR 서일본이 상표 등록하고 있다.
2003년 11월 1일부터 JR 서일본의 오사카 근교 노선으로 운용이 개시된 것을 시작으로 사용할 수 있는 노선이나 점포를 차례차례 확대해 현재는 이 그 밖에 오카야마·히로시마 지구의 JR선, 주로 게이한신 지역의 사철·지하철 및 일부 노선버스(PiTaPa 지역) 및 동일본 여객철도(JR 동일본) 등의 Suica 지역, 도카이 여객철도(JR 도카이)의 TOICA 지역, 게이한신 지구의 역의 편의점「하트 인」과 「데일리 인」의 가게 전체, 간사이·중부 지구의 빅 카메라, 이온 그룹의 점포 등에서도 이용 가능하다. 또, ICOCA에 대응하는 자동 판매기나 보관함도 있다. 다만 사철·지하철·다른 JR 각사의 철도, 버스 등으로의 이용은 보통 승차권으로서의 기능(스트아드페아 기능)에 한정되어 타사와의 환승 정기권은 발행되어 있지 않다. 또, 신칸센에는 승차할 수 없다.
어린이용의 어린이 ICOCA나, 현금 없이, 신용 카드 결제로 충전 할 수 있는 등의 기능이 추가된 SMART ICOCA도 있다.

## 구입 방법
ICOCA
ICOCA를 취급하는 역의 녹색 창구나 ICOCA의 마크가 있는 자동 매표기로 구입할 수 있다. 발매액은 2,000 엔. 발매액에는 500 엔의 예탁금이 포함되어 있어 구입 시점에서 철도의 승차 등에 사용할 수 있는 것은 1,500 엔이다. 예탁금은 카드가 불필요하게 되었을 때에 녹색 창구에서 반환을 하면 환불된다.
ICOCA 정기권
ICOCA를 취급하는 역의 녹색 창구에서 구입할 수 있다. 카드와 함께 신규로 구입하는 경우는 통상의 정기권의 요금에 가세해 500 엔의 예탁금이 필요하게 된다. ICOCA를 가지고 있는 경우는 그대로 정기권 기능을 덧붙일 수 있으므로 다시 예탁금을 지불할 필요는 없다. 연속한 구간을 2구간에 분할해 한 장의 ICOCA 정기권에 정리할 수도 있다. 일부 녹색 매표기에서 구입할 수 있지만 가지고 있는 ICOCA에 정기권 기능을 덧붙이는 구입 방법은 이용할 수 없다(SMART ICOCA 가능).
SMART ICOCA
SMART ICOCA를 이용하려면 크레디트 카드가 필요하다.
어린이 ICOCA
ICOCA를 취급하는 역의 녹색 창구에서 구입할 수 있지만, 어린이 ICOCA의 이용은 소학생 이하의 아이에게 한정되기 위해 구입 시에는 사용자의 이름, 생년월일 등을 확인할 수 있는 공적 증명서를 제시할 필요가 있다. 발매액은 2,000 엔. ICOCA와 같이 발매액에는 500 엔의 예탁금이 포함되어 있다. 구입은 사용자 본인 이외에도 가능하지만, 사용할 수 있는 것은 카드로 기재된 본인에만 한정된다.
SHIKOKU ICOCA
2014년 3월 1일부터 JR 시코쿠에서 발매한 ICOCA이다.

## 카드 충전
ICOCA를 이용하려면 미리 카드에 충전 되어 있을 필요가 있다. 카드의 잔액이 0 엔의 경우는 자동 개찰기를 통과할 수 없다. 다만, ICOCA 정기권의 유효한 구간 내만을 이용하는 경우는 예외로 한다. 충전 금액의 상한은 20,000 엔이다. J스루카드나 오렌지 카드를 이용한 충전은 할 수 없다. 또, 신체장애자 할인 등이 적용된 보통 승차권 기능이 없는 ICOCA 정기권에는 충전 할 수 없다.
ICOCA 대응의 자동 매표기에 의한 충전
미리 지정된 금액(1,000 엔·2,000 엔·3,000 엔·5,000 엔·10,000 엔)을 현금으로 충전 할 수 있다. SMART ICOCA의 빠른 충전, 포인트 요금에도 대응하고 있다. ICOCA를 카드 삽입구에 삽입해 매표기의 화면의 안내에 따라서 충전 금액을 선택하고 현금을 투입시키면 충전이 완료된다. 감열지에 의한 영수증도 발행할 수 있어 카드의 이용 이력의 표시나 인자도 할 수 있다.
카드 충전기에 의한 충전
역의 홈이나 개찰구에 설치되어 있는 간이형의 충전기로, SMART ICOCA 전용인 것과 그렇지 않은 것이 있다. ICOCA를 홀더에 찔러넣어 충전 금액(1,000 엔·2,000 엔·3,000 엔·5,000 엔·10,000 엔)을 버튼에 의해서 선택해 현금을 투입시키면 충전이 완료된다. SMART ICOCA의 경우는 금액 버튼을 누른 단계에서 충전 된다. 감열지에 의한 영수증도 발행할 수 있지만, 현금 투입전에 영수증 버튼을 누를 필요가 있다. 오카야마·히로시마 지역에 설치되어 있는 신형의 충전기에는 이용 이력의 인자나 SMART ICOCA의 포인트 요금이 생기는 기능이 추가되고 있다.
정산기에 의한 충전
현금으로 1,000 엔, 2,000엔, 3,000 엔을 충전할 수 있다. 감열지에 의한 영수증도 발행할 수 있다. 오카야마·히로시마 지역과 어번 네트워크 지역내에서 2008년 이후에 개업한 시마모토역, 스마카이힌코엔역, 하리마카쓰하라역, 가쓰라가와 역 및 오사카히가시 선의 각 역에 설치되어 있는 신형의 정산기에는 5,000 엔과 10,000 엔의 충전, SMART ICOCA의 빠른 충전의 기능이 추가되고 있다.
그 외에...
이온 그룹의 ICOCA 전자 화폐 대응 점포, 히로시마 지구의 PASPY 취급의 버스 차내, 간토 지구의 Suica 쇼핑 서비스를 도입하고 있는 편의점(NEWDAYS, 미니 스톱, 훼미리마트)의 일부 점포에서도 충전을 취급하고 있다.
이전에는 녹색 창구에서 크레디트 카드로의 충전을 취급하고 있었지만 2008년 6월 30일부터 취급을 중지, 대신에 SMART ICOCA를 일반 크레디트 카드에 개방했다. 아울러 ICOCA 정기권 이외의 크레디트 카드로의 구입 취급이나 녹색 창구에서의 현금으로의 충전 취급도 중지했다. 중지한 이유는 공식으로는 설명되어 있지 않다.

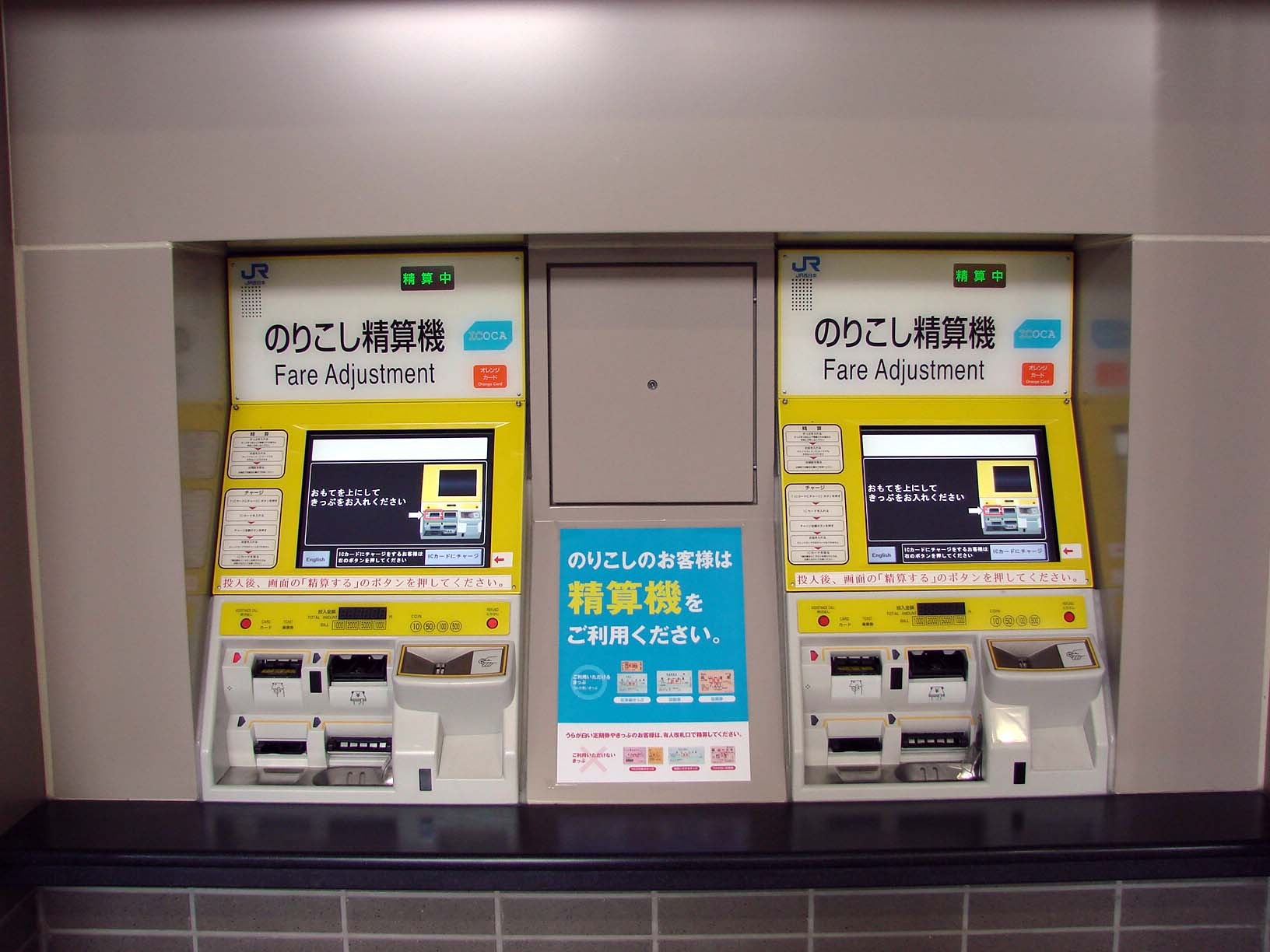
ICOCA대응 자동 정산기(게이한신 지역 일부와 오카야마·히로시마 지역)
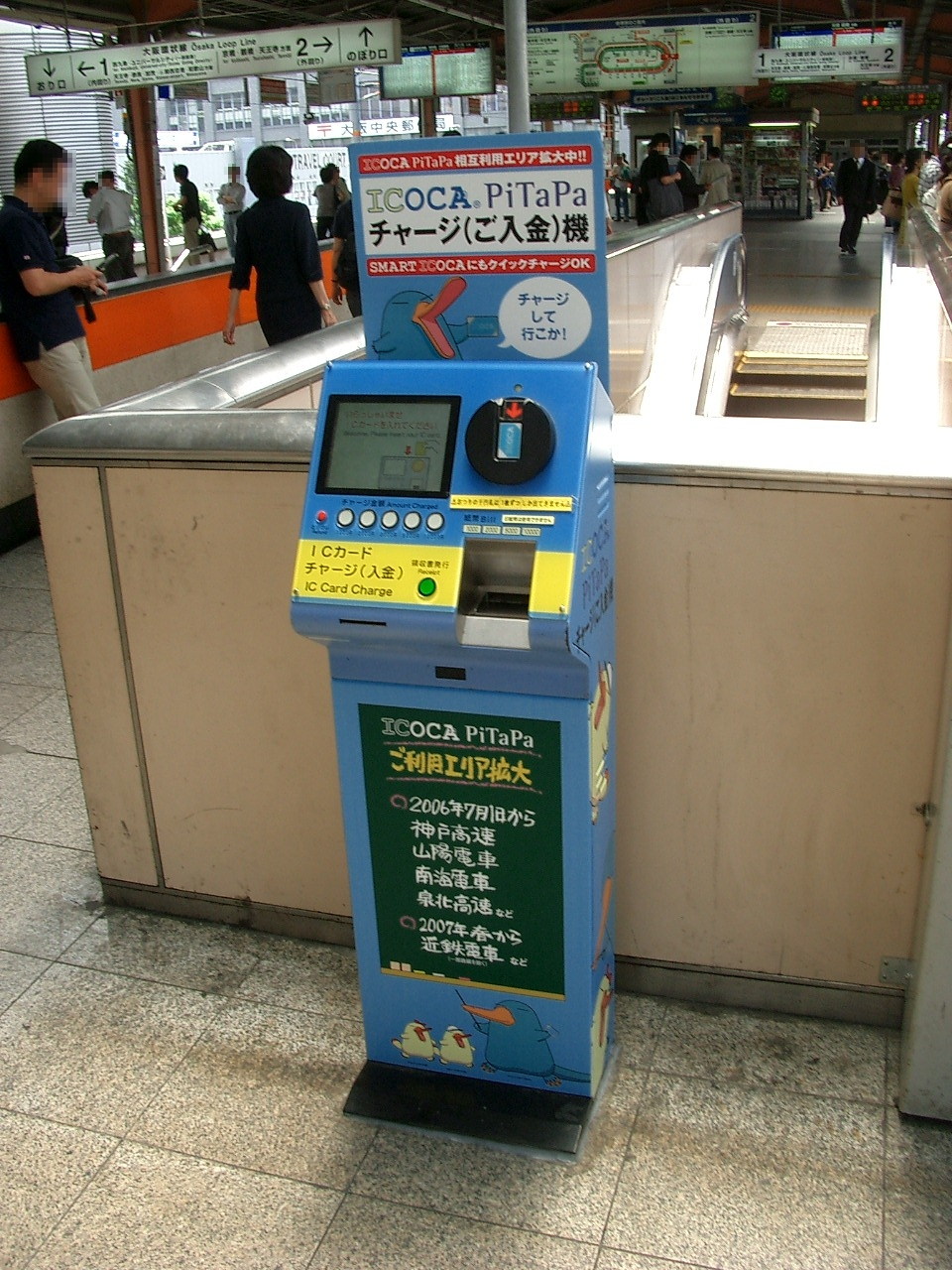
충전기(게이한신 지역용)
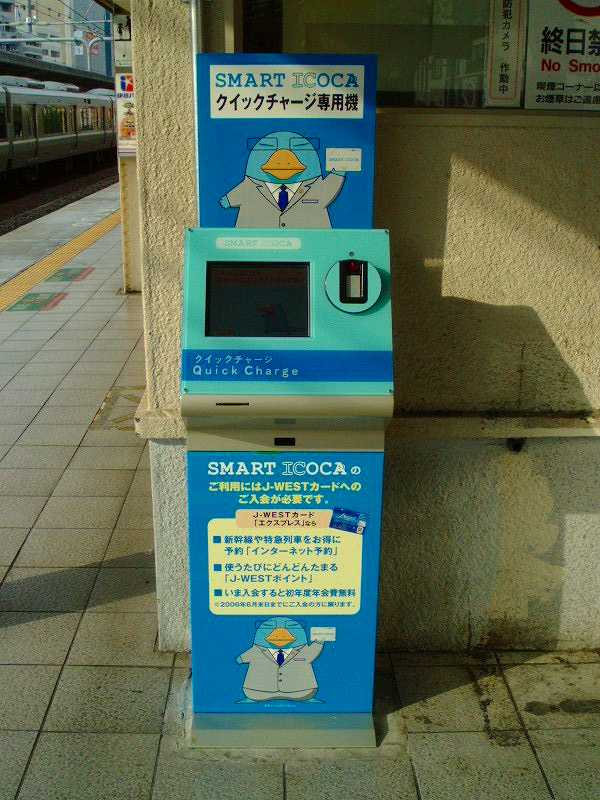
빠른 충전 전용기

## 유효기간·재발행
ICOCA는 마지막 이용일부터 10년간 이용이 없는 경우는 쓸 수 없게 되어 잔액 및 예탁금의 반환을 받을 수 없다.
어린이 ICOCA의 유효기간은 사용자가 12세가 되는 연도의 3월 31일로 정해져 있어 기한을 넘긴 카드는 잔액이 남아 있어도 사용할 수 없게 된다. 이 경우는 녹색 창구에 카드를 반환하면 잔액 및 예탁금이 수수료 없이 환불된다.
ICOCA 정기권, SMART ICOCA, 어린이 ICOCA는 카드를 분실했을 때에도 소유자 본인인 것을 증명할 수 있는 서류가 있으면 재발행이 가능하다. 다만, 재발행에는 재발행 수수료 500 엔과 예탁금 500 엔의 합계 1,000 엔을 현금으로 지불해야 한다.

## 이용 방법
역의 자동 개찰기나 버스의 승강구, 가맹 점포 등에 설치된 카드 인식기에 ICOCA를 대고(터치하고) 카드를 읽어내게 하는 것이 기본적인 사용법이다. ICOCA는 비접촉형 IC카드이므로 카드 케이스 등에 넣은 채로 이용할 수 있어 이용할 때마다 카드 케이스 등으로부터 꺼낼 필요가 없지만, 카드의 인식에는 전파를 사용하고 있기 때문에 동전 등의 금속류나 다른 IC카드(IC팁을 탑재한 운전 면허증이나 타스포 등)를 함께 지니고 있으면 카드가 올바르게 읽어낼 수 없는 경우가 있다.
철도로의 이용
승차역에서 자동 개찰기의 카드 판독부에 ICOCA를 터치한다. 이 때, 카드에는 승차역이나 시각 등의 정보가 기록된다.
ICOCA가 정확하게 인증되었을 경우는 전자음과 함께 게이트가 열리고, 정확하게 인증되지 않는 경우 또는 사용할 수 없는 경우는 전자음과 함께 즉석에서 게이트가 닫히게 되어 있다. 또, ICOCA의 잔액이 부족하거나, ICOCA 정기권 및 어린이 ICOCA의 유효기간이 가까워지거나 했을 경우는 전자음이 바뀐다.
하차역에서는 승차시와 같이 자동 개찰기의 카드 판독부에 ICOCA를 터치한다. 이때 승차시에 기록된 정보를 바탕으로 운임이 계산되어 잔액으로부터 운임분이 빼진다.

### 타사 노선으로의 환승

이용 방법

도카이도 신칸센 각 역으로의 JR 재래선으로부터 신칸센으로의 환승
ICOCA로 신칸센의 승차는 할 수 없지만 재래선으로부터 신칸센에 갈아 탈 때에 신칸센 환승구의 자동 개찰기로 그것까지 승차한 재래선 운임의 정산을 할 수 있다. 최초로 신칸센 승차권을 표삽입구에 들어갈 수 있어서 계속되어 재래선의 승차에 사용한 ICOCA를 카드 판독부에 터치하면 자동적으로 정산이 완료해 개찰기를 통과할 수 있다. 익스프레스 IC카드를 가지고 있어 익스프레스 예약으로 열차를 예약하고 있는 경우는, 익스프레스 IC카드와 ICOCA를 2매겹침으로 카드 판독부에 터치하면 정산이 완료해 개찰기를 통과할 수 있다.
츠루하시 역에서의 JR선·긴테쓰 선간의 환승 및 미쿠니가오카 역에서의 JR 선·난카이 선간의 환승
최초의 승차역을 ICOCA로 입장했을 경우는 환승구의 자동 개찰기에 ICOCA를 터치하면 지금까지의 승차 구간 운임의 정산과 환승역의 정보의 기록이 동시에 완료해 개찰기를 통과할 수 있다. 최초의 승차역을 자기 표로 입장했을 경우는 환승구의 자동 개찰기로 최초로 자기 표를 투입시켜 그 다음에 ICOCA를 터치하면 정산이 완료해 개찰기를 통과할 수 있다. PiTaPa도 같은 방법으로 정산 가능하지만, Suica나 TOICA의 경우는 환승구를 사용할 수 없는 것도 있다. 환승 개찰구에서는 상호 이용할 수 있는 IC카드를 2매 겹치게해 터치해 이용할 수 없기 때문에 JR에는 ICOCA나 Suica, TOICA를, 난카이나 긴테쓰에는 PiTaPa를 이라고 구분하여 사용하고 싶은 경우는, 일단 통상의 개찰구를 나간 후, 다시 환승처의 통상의 개찰구로부터 입장해야 한다.
가시하라 역에서의 JR 선·긴테쓰 선간의 환승
가시와라역 JR 선과 긴테쓰 도묘지선의 환승 때에는 긴테쓰 선의 홈상에 있는 간이 IC카드 개찰기(중간 개찰)에의 터치가 필요하다. 또, 동역으로부터 긴테쓰 선만을 이용하는 경우에서도 JR의 자동 개찰기와 긴테쯔의 간이 IC카드 개찰기의 양쪽 모두에 터치할 필요가 있다. 간이 개찰기에 터치하지 않았던 경우, 하차시에 실제의 승차 구간과 다른 운임이 감액되어 버리거나, 혹은 자동 개찰기를 통과할 수 없을 우려가 있다.
린쿠타운 역에서의 JR선·난카이 선간의 환승
린쿠타운역에서 난카이·JR외 역으로부터 ICOCA, 또는 PiTaPa를 이용해 승차해 이 역에서 난카이·JR 사이의 환승을 하는 경우는, 역 개찰내에 설치된 간이 IC카드 개찰기에 카드를 터치할 필요가 있다. 동역에는 Suica·TOICA 전용의 자동 개찰기가 설치되어 있지만, 이 개찰기는 ICOCA·PiTaPa를 이용할 수 없다.
긴테쓰 나고야 역에서의 긴테쓰 선·JR 선간의 환승
긴테쓰 나고야 역의 JR 도카이와의 환승 개찰구의 자동 개찰기는, ICOCA는 긴테쓰 선용의 카드로 인식되어 JR 선용의 카드로서는 인식되지 않기 때문에 ICOCA를 1매만 터치해 통과하는 것은 할 수 없게 되어 있다. ICOCA로 환승구의 개찰기를 통과하려면 TOICA와 조합해 2매겹침으로 터치해야 한다. ICOCA만으로 JR 선과 긴테쓰 선을 갈아 타는 경우는 일단 통상의 개찰구를 나간 후, 다시 환승처의 통상의 개찰구로부터 입장해야 한다.
- 이용 방법

## 이용 가능 지역
ICOCA는 아래와 같은 JR 서일본의 긴키 지방 281개 역·주오 지방 135개 역의 외, PiTaPa·PASPY를 도입하고 있는 사업자나 Suica 도입 5회사의 이용 가능 역(수도권·센다이·니가타 지구의 동일본 여객철도(JR 동일본)·도쿄 모노레일·도쿄 임해 고속 철도·사이타마 신도시 교통·센다이 공항 철도), 도카이 여객철도(JR 도카이)의 TOICA 지역에서도 이용할 수 있다. 덧붙여 도쿄 지하철 지요다 선의 기타센주 - 아야세간은 조반선(각 역 정차)의 일부로서 ICOCA를 이용할 수 있다. 다만, Suica가 도입되고 있는 사업자 가운데 JR 버스 간토의 노선버스에서는 ICOCA는 이용할 수 없다.

### 현재 이용 가능 지역
- 공식의 이용 가능 지역 지도(게이한신)
- 공식의 이용 가능 지역 지도(오카야마, 히로시마)

#### 게이한신 지역
정식 노선 명칭에 근거한다.
- 오사카 순환선：전선 전역
- 사쿠라지마 선：전선 전역
- 도카이도 본선(비와코 선·JR 교토 선·JR 고베 선)：마이바라역 - 교토역 - 고베 역
- 호쿠리쿠 본선(비와코 선)：마이바라 역 - 오미시오쓰역
- 산요 본선(JR 고베 선·와다미사키 선)：고베 역 - 아이오이 역, 효고역 - 와다미사키역
- 후쿠치야마 선(JR 다카라즈카 선)：아마가사키 역 - 사사야마구치역
- JR 도자이 선：전선 전역
- 아코 선：아이오이역 - 반슈아코역
- 간사이 본선(야마토지 선)：JR 난바 역 - 가모 역
- 가타마치 선：전선 전역
- 나라 선：전선전역
- 고세이 선：전선 전역
- 간사이 공항선：전선 전역
- 한와 선：전선 전역
- 와카야마 선：오지 역 - 다카다 역
- 사쿠라이 선：전선 전역
- 구사쓰 선：구사쓰 역 - 기부카와역
- 산인 본선(사가노 선)：교토역 - 소노베역
- 오사카히가시 선：전선 전역

#### 오카야마·히로시마 지역
- 산요 본선：와케역 - 미나미이와쿠니역간
- 가베 선：전선 전역
- 구레선：전선 전역
- 게이비 선：히로시마역 - 수류가 역간
- 후쿠엔 선：후쿠야마역 - 간베 역간
- 하쿠비 선：구라시키역 - 빗추타카하시역간
- 기비 선：전선 전역
- 우노 선(세토대교 선)：오카야마역 - 자야마치역간
- 혼시비산 선(세토대교 선)：자야마치 역 - 고지마역간
- 쓰야마 선：오카야마 역 - 호우카인 역간
- 아코 선：오사후네 역 - 히가시오카산 역간

#### JR 시코쿠(시코쿠 여객철도) 지역
- 혼시비산 선: 고지마 ~ 우타즈
- 요산선: 다카마쓰 ~ 다도쓰

#### 도야마 지역
- 아이노카제토야마 철도 아이노카제토야마 철도선: 이스루기 ~ 엣추미야자키

### 타사 노선과의 상호 이용
상호 이용에 의해 Suica·PASMO·TOICA·manaca·PiTaPa·SUGOCA·nimoca·하야카켄 이용 가능 지역에서도 ICOCA의 사용을 할 수 있다. 양 지역내에서의 충전은 Suica, PASMO, TOICA, manaca, PiTaPa, SUGOCA, nimoca, 하야카켄 각각의 카드 대응의 자동 매표기, 자동 정산기, 간이 충전기로 가능하다. 다만, PiTaPa의 경우 ICOCA와 달리 충전 해 사용하는 것이 전제가 되지 않기 때문에, 역에 따라서는 자동 개찰기가 대응하고 있어도 ICOCA에 충전 할 수 있는 기기가 일절 설치되어 있지 않은 경우가 있다(고베 전철, 긴키 일본 철도 등). 덧붙여 ICOCA 지역내에서는 자동 매표기, 자동 정산기, 간이 충전기 등에서 대응한다.
이용 가능 지역 지도(Suica 상호 이용)

#### Suica 지역
- 동일본 여객철도
  - 도쿄 근교 구간(가이라쿠엔역 제외)
  - 센다이 도시권
  - 니가타 근교 구간

1. 도쿄 임해 고속 철도 전선
2. 도쿄 모노레일 전선
3. 사이타마 신도시 교통 전선
4. 센다이 공항 철도 전선
5. 도쿄 지하철(도쿄 메트로)(지요다 선 아야세역 - 기타센주역 사이만)
6. 일본 철도 박물관

Suica 지역에서의 ICOCA의 사용에는 다음과 같은 제한이 있다.
- 1등차 Suica 시스템의 Suica 그린권의 구입을 할 수 없다.
- 뷰 카드로 충전이 가능한 카드 발매기에서도 ICOCA의 경우는 현금에 의한 충전만으로, 뷰 카드에는 대응하고 있지 않다.

#### TOICA 지역
- 도카이 여객철도
  - 나고야·시즈오카 지역

#### PiTaPa 지역
- 한큐 전철
- 노세 전철(케이블선 제외)
- 게이한 전기 철도(전술)
- 교토 시 교통국(지하철)
- 오사카시 교통국(지하철·뉴트램·버스)
- 한신 전기 철도(철도, 버스)
- 오사카 고속 철도(오사카 모노레일)
- 기타오사카 급행 전철
- 긴키 일본 철도(일부 노선 제외)
- 난카이 전기 철도
- 오사카 도시개발(센보쿠 고속 철도)
- 고베 고속 철도
- 산요 전기 철도(철도만)
- 고베 전철
- 고베 신교통(포트 라이너·롯코 라이너)
- 고베 시 교통국(지하철, 시영 버스)
- 호쿠신큐코 급행 전철
- 미즈마 철도(철도·버스, 2009년 봄에 도입)
- 한큐 버스(노선·영업소마다 차례차례 확대)
- 한큐 데넨 버스
- 게이한 버스(노선·영업소마다 차례차례 확대)
- 게이한 교토 교통(일부 노선 제외)
- 오사카 공항 교통(오사카 공항발착의 자사 운행편〈히메지·나라 방면은 전편〉.오타루게이케 역 - 오사카 공항 - 간사이 공항을 포함한 간사이 공항 발착은 카드 인식 장치 탑재차여도 사용 불가)
- 다카쓰키시 교통부
- 고베 교통 진흥(야마노테 선만)
- 한신 버스
- 신철 버스(세이와다이 영업소 노선만)

※PiTaPa 지역에서는 일부를 제외해 운임 부족시에 현금에 의한 충전만 가능.

## 이력 표시·인자
이력 인자 대응의 자동 매표기 등에서 이용 이력의 표시나 「IC카드 이용 명세」를 인자 할 수 있다. 통상은 최대 20건까지의 인자이지만 창구에 신청하면 최대 50건까지의 이력을 얻을 수 있다. 카드로 이력이 남아 있는 동안은 몇 번이라도 인자할 수 있지만, 이용일부터 26주 이상 경과한 이력은 인자되지 않는다.
인자 내용은 열의 왼쪽에서 「시기」 「종별」 「이용역」 「종별」 「이용역」 「잔액」(타사에서 인쇄의 경우, 약간 표현이 다르지만 내용은 같다)이어, 왼쪽의 「종별」 「이용역」란은 승차역용으로 오른쪽의 란이 하차역용이다. 예를 들면 9월 1일에 오사카역으로부터 승차해 텐노지 역에서 하차를 해, 잔액이 600 엔이 되었을 경우 「0901 승차 오사카 하차 텐노지 600」이 된다. 역명 표시는 전각 3문자 대응이지만, PiTaPa 지역의 타사 이용의 경우는 최초의 전각 1문자 부분을 반각 2문자로서 알파벳으로 회사명을 넣기 위해 역명 부분은 전각 2문자 밖에 표시되지 않는다.
또 특수한 예로서 신규 구입때는 최초의 「종별」이 「신규」, 최초의 「이용역」란이 「구입역명」, 2번째의 「종별」이 「현금」, 2번째의 「이용역」이 공난이 된다. 예를 들면 10월 10일에 교토역에서 신규 구입을 했을 경우에는 구입액이 2,000 엔이지만 예탁금의 500 엔이 공제되므로 「1010 신규 교토 현금 (공난) 1500 」이 된다. 충전 때에는 「신규」가 되는 곳이 「충전」이 되는 이외는 신규 구입과 같다. 또한 SMART ICOCA의 빠른 충전 시에는 「현금」의 표시 대신에 「Q」가 된다. 또 분실 재발행때는 최초의 종별이 「재」가 된다. 또 SMART ICOCA의 신규·재발행은 우송으로 행해지지만 이용역란은 「고베」가 된다.
편의점 등의 전자 화폐 대응 점포에서의 이용은 최초의 「종별」이 「물건 판매」, 2번째의 「종별」이 「이용」이 된다.
Suica 지역의 승·하차역명의 이력 표시·인자는 「JR동」 「(동모)」 「(동림)」 「(기신)」 「(선공)」 등이라고 표시되어, 역명을 포함한 상세한 이력이 필요한 경우는 Suica 지역내에서 표시·인자하게 된다. PASMO 지역에서 Suica를 이용했을 경우, ICOCA로 기타센주 - 아야세간을 이용했을 경우, 핫초나와테역, 아쓰기역, 오가와마치 역의 간이 개찰기를 이용했을 경우의 각 역 개찰로부터 간이 개찰까지의 이력은 「타사 노선」이라고 인자된다. 버스를 이용했을 경우는 종별의 란에 「승차」, 이용역의 좌측으로 「버스 등」이라고 인자될 뿐으로 사업자명은 표시되지 않는다. 1일 승차권의 경우는 종별의 란이 「권구」가 된다.
TOICA 지역에서 ICOCA를 이용했을 경우의 이력 표시·인자는 「JR 바다」가 된다.
반대로 Suica 지역에서 긴키 지방 281개 역·주고쿠 지방 135개 역이나 PiTaPa 지역에서 사용한 이력을 표시·인자했을 경우는 「JR서 일본」 「한신 전철」 「한큐 전철」 「버스 등 」이라고 표시된다.
PiTaPa 지역의 승·하차역명의 이력 표시·인자에 대해서는 「OC우메다」 「KC교토」등과 회사명과 역명이 상세하게 표시되는 것 외, 노면 전차나 버스를 이용했을 경우에는 회사명이 표시된다(단 시즈오카 철도만'정철'이라고 표시된다). 덧붙여 상호 이용 개시부터 2007년 3월 18일까지는 PiTaPa 지역의 승·하차역명의 이력 표시·인자가 「한큐」 「교토와 오사카」「한신」등이라고 표시되었기 때문에, 역명을 포함한 상세한 이력이 필요한 경우는 PiTaPa 지역내에서 표시·인자할 필요가 있었다. 덧붙여 도호쿠 지방이나 템마바시 역, 미쿠니가오카 역 등 JR과의 환승 할인 범위내에 있는 교토와 오사카나 난카이의 일부의 역을 이용했을 경우는 「KH토후쿠」 「KH템마」「NK삼국」등과 당초보다 회사명과 역명이 나오게 되어 있었다. 또, 노면 전차나 버스를 이용했을 경우는 「버스 등」이라고 표시되었다. 강전에 대해서는 한큐의 최신형 보라색 매표기의 인자로 「전철 오카전」이라고 표시되고, JR 서일본의 역에서 인자의 경우는 승차역란이 버스 등이 되지만, 하차역란이 노면 전차 때에는 「오카 전궤」, 버스 때에는 「오카 전버」라고 분명히 구별된다.
PiTaPa 지역에서 표시·인자의 경우도 교토와 오사카·난카이 등 일부를 제외하고 「JR사이쿄도」 「한큐우메다」와 같이 회사명과 사용역명이 나오게 되어 있다. 다만, Suica 지역에서 사용한 만큼에 대해서는 「JR 동***」이라고 나와, 역명은 표시되지 않는다. 2007년 9월부터 이용 개시의 오카야마·히로시마 지역의 ICOCA 이용역도 「JR서***」가 되고, 역명은 표시되지 않는다. TOICA 지역에서는 PiTaPa 지역의 이력은 「****」라고 표시된다.

### 이력 인자의 사명 약칭

#### 철도
- 이 폰트의 인자의 경우만 역명이 표시된다. 다만, 일부 역명이 표시되지 않는 경우가 있다.
- ―의 표시는 사업자명의 인자가 없는 것을 나타낸다.

| 카드 지역        | 사업자명                            | ICOCA 지역에서의 인자   | PiTaPa 지역에서의 인자 | Suica 지역에서의 인자      | TOICA 지역에서의 인자 | PASPY 지역에서의 인자 |
| ---------------- | ----------------------------------- | ----------------------- | ---------------------- | -------------------------- | --------------------- | --------------------- |
| ICOCA            | 서일본 여객철도(JR 서일본）         | ―※1                     | JR西(JR서)※2           | JR西日本(JR 서일본)        | JR西日本(JR 서일본)   |                       |
| PiTaPa           | 한큐 전철                           | HK                      | 阪急(한큐)             | 阪急電鉄(한큐 전철)        | ＊＊＊＊              |                       |
| PiTaPa           | 노세 전철                           | NS                      | 能勢(노세)             | 能勢電鉄(노세 전철)        | ＊＊＊＊              |                       |
| PiTaPa           | 게이한 전기 철도                    | KH                      | 京阪(게이한)           | 京阪電鉄(게이한 전기 철도) | ＊＊＊＊              |                       |
| PiTaPa           | 오사카시 교통국                     | OC                      | 大交(오교)             | 大阪市交(오사카 시 교)     | ＊＊＊＊              |                       |
| PiTaPa           | 한신 전기 철도                      | HS                      | 阪神(한신)             | 阪神電鉄(한신 전기 철도)   | ＊＊＊＊              |                       |
| PiTaPa           | 오사카 고속 철도（오사카 모노레일） | OM                      | 大モ(오모)             | 大阪モノ(오사카 모노)      | ＊＊＊＊              |                       |
| PiTaPa           | 기타오사카 급행 전철                | KE                      | 北急(기타급)           | 北大阪急(기타오사카 급)    | ＊＊＊＊              |                       |
| PiTaPa           | 난카이 고속 철도                    | NK                      | 南海(난카이)           | 南海電鉄(난카이 전철)      | ＊＊＊＊              |                       |
| PiTaPa           | 센보쿠 고속 철도                    | SB                      | 泉北(센보쿠)           | 泉北高速(센보쿠 전철)      | ＊＊＊＊              |                       |
| PiTaPa           | 산요 전기 철도                      | SY                      | 山陽(산요)             | 山陽電鉄(산요 전철)        | ＊＊＊＊              |                       |
| PiTaPa           | 고베 고속 철도                      | KK                      | 神高(고고)             | 神戸高速(고베 고속)        | ＊＊＊＊              |                       |
| PiTaPa           | 고베 신교통                         | KS                      | 神新(고신)             | 神戸新交(고베 신교)        | ＊＊＊＊              |                       |
| PiTaPa           | 고베 시 교통국                      | SC                      | 神交(고교)             | 神戸市交(고베 시 교)       | ＊＊＊＊              |                       |
| PiTaPa           | 호쿠신큐코 급행 전철                | HE                      | 北神(호쿠신큐코)       | 北神急行(호쿠신큐코 급행)  | ＊＊＊＊              |                       |
| PiTaPa           | 긴키 일본 철도                      | KT                      | 近鉄(긴테쓰)           | 近鉄(긴테쓰)               | ＊＊＊＊              |                       |
| PiTaPa           | 교토 시 교통국                      | KC                      | 京交(교교)             | 京都市交(교토 시 교)       | ＊＊＊＊              |                       |
| PiTaPa           | 고베 전철                           | KB                      | 神鉄(고철)             | 神戸電鉄(고베 전철)        | ＊＊＊＊              |                       |
| LuLuCa（PiTaPa） | 시즈오카 철도                       | （静鉄）(시즈철)        | 静鉄(시즈철)           | 静岡鉄道(시즈오카 철도)    | ＊＊＊＊              |                       |
| TOICA            | 도카이 여객철도（JR 도카이）        | ＪＲ海(JR해)            | 鉄道等(철도 등)        | JR東海(JR 도카이)          | ―                     |                       |
| Suica            | 동일본 여객철도（JR 동일본）        | ＪＲ東(JR동)            | JR東(JR동)             | ―                          | JR東日本(JR 동일본)   |                       |
| Suica            | 도쿄 임해 고속 철도                 | （東臨）(도임)          | 東臨(도임)             | 臨(임)                     | 東京臨海(도쿄 임해)   |                       |
| Suica            | 도쿄 모노레일                       | （東モノ）(히가시 모노) | 東モノ(히가시 모노)    | 東モ(히가시 모)※3          | 東京モノ(도쿄 모노)   |                       |
| Suica            | 사이타마 신도시 교통                | （埼新）(사이신)        | 鉄道等(철도 등)        | 埼都(사이도)               | 埼都交(사이도교)      |                       |
| Suica            | 센다이 공항 철도                    | （仙空）(센공)          | 鉄道等(철도 등)        | 仙空(센공)                 | ＊＊＊＊              |                       |
| PASMO            | 도쿄 지하철（도쿄 메트로）※4        | 他社線(타사 노선)       | 鉄道等(철도 등)        | 地(지)                     | ＊＊＊＊              |                       |
| PASMO            | PASMO 지역에서의 이용               | 他社線(타사 노선)       | 鉄道等(철도 등)        | ※5                         | ＊＊＊＊              |                       |

- ※1 서일본 여객철도

ICOCA 지역에서 인자했을 경우, 회사명 표시가 없다. 이 경우 역명이3문자로 표시된다.
- ※2 서일본 여객철도

PiTaPa 지역에서 인자했을 경우, 게이한신 지역의 이용만 3문자로 역명이 표시된다. 오카야마·히로시마 지역에서의 이용은 역명이 표시되지 않는다.
- ※3 도쿄 모노레일

모노레일 하마마쓰초역만 모가 된다.
- ※4 도쿄 메트로

지요다 선의 기타센주 - 아야세를 ICOCA로 승차할 경우에 한정한다.
- ※5 PASMO 지역에서의 이용

이용 사업자명의 약칭에 이어(사업자명이 표시 없음의 경우도 있다) 역명이 표시된다. 덧붙여 PASMO 지역에서는 상기의※4의 구간을 제외하고 ICOCA로 직접 승차할 수 없다.

#### 버스·노면 전차
- 이 폰트의 인자의 경우만 역명이 표시된다. 다만, 일부 역명이 표시되지 않는 경우가 있다.
- TOICA 지역에서 인자했을 경우는, 사업자명은 인자되지 않고 모두****로 인자된다.

| 카드 지역        | 사업자명                            | ICOCA 지역에서의 인자 | PiTaPa 지역에서의 인자       | PASPY 지역에서의 인자   | Suica 지역에서의 인자 |
| ---------------- | ----------------------------------- | --------------------- | ---------------------------- | ----------------------- | --------------------- |
| PiTaPa           | 오사카시 교통국（오사카 시영 버스） | 大阪市(오사카 시)     | バス大市交(버스 오시교)      |                         |                       |
| PiTaPa           | 한큐 버스                           | 阪急バ(한큐 버)       | バス阪急(버스 한큐)          |                         |                       |
| PiTaPa           | 오사카 공항 교통                    | 大阪空(오사카 공)     | バス大空交(버스 오공교)      |                         |                       |
| PiTaPa           | 게이한 버스                         | 京阪バ(게이한 버)     | バス京阪(버스 게이한)        |                         |                       |
| PiTaPa           | 한큐 데넨 버스                      | 阪急バ(한큐 버)       | バス阪急(버스 한큐)          |                         |                       |
| PiTaPa           | 게이한 교토 교통                    | 京阪バ(교토 버)       | バス京阪(버스 교토)          |                         |                       |
| PiTaPa           | 다카쓰키시 교통부                   | 高槻市(다카쓰키 시)   | バス高槻市(버스 다카쓰키 시) |                         |                       |
| PiTaPa           | 고베 시 교통국（고베 시영 버스）    | 神戸市(고베 시)       | バス神市交(버스 고시교)      |                         |                       |
| PiTaPa           | 고베 교통 진흥（야마노테 선 버스）  | 神戸市(고베 시)       | バス神市交(버스 고시교)      |                         |                       |
| PiTaPa           | 한신 전철 버스                      | 阪神バ(한신 버)       | バス阪神(버스 한신)          |                         |                       |
| PiTaPa           | 한신 버스                           | 阪神バ(한신 버)       | バス阪神(버스 한신)          |                         |                       |
| PiTaPa           | 신철 버스                           | 阪急バ(한큐 버)       | バス阪急(버스 한큐)          |                         |                       |
| NicoPa（PiTaPa） | 신키 버스                           | 神姫バ(신키 버)       | バス神姫(버스 신키)          |                         |                       |
| NicoPa（PiTaPa） | 신키존 버스                         | 神姫バ(신키 버)       | バス神姫(버스 신키)          |                         |                       |
| Hareca（PiTaPa） | 오카야마 전기 궤도（노면 전차)      | 岡電軌(오카 전궤)     | 電車岡電(전차 오카전)        |                         |                       |
| Hareca（PiTaPa） | 오카야마 전기 궤도（버스）          | 岡電バ(오카 전버)     | バス岡電(버스 오카전)        |                         |                       |
| Hareca（PiTaPa） | 료비 버스                           | 両備バ(료비 버)       | バス両備(버스 료비)          |                         |                       |
| Hareca（PiTaPa） | 시모쓰이 전철                       | 下津井(시모쓰이)      | バス下電(버스 시전)          |                         |                       |
| Hareca（PiTaPa） | 주오철 버스                         | 岡電バ(오카 전버)     | バス岡電(버스 오카전)        |                         |                       |
| CI-CA（PiTaPa）  | 나라 교통                           | 奈良交(나라 교)       | バス奈交(버스 나교)          |                         |                       |
| CI-CA（PiTaPa）  | 엔지 버스                           | 奈良交(나라 교)       | バス奈交(버스 나교)          |                         |                       |
| LuLuCa（PiTaPa） | 신즈테쓰 저스트라인                 | しずジ(신즈지)        | バスＳＪＬ(버스 SJL)         |                         |                       |
| itappy（PiTaPa） | 이타미시 교통국                     | 伊丹市(이타미 시)     | バス伊市交(버스 이타시교)    |                         |                       |
| PASPY            | 히로시마 전철（노면 전차）          | 広電電(히로 전전)     |                              | 電(전)・                |                       |
| PASPY            | 히로시마 전철（バス）               | 広電バ(히로 전버)     |                              | 広電バス(히로전 버스)   |                       |
| PASPY            | 히로시마 버스                       | 広バス(히로 버스)     |                              | 広島バス(히로시마 버스) |                       |
| PASPY            | 히로시마 교통                       | 広交バ(히로 교버)     |                              | 広島交通(히로시마 교통) |                       |
| PASPY            | 게이요 버스                         | 芸陽バ(게이요 버)     |                              | 芸陽バス(게이요 버스)   |                       |
| PASPY            | 주고쿠 제이알 버스                  | 中JRバ(주JR버)        |                              | 中国ＪＲ(주고쿠 JR)     |                       |
| PASPY            | 비호쿠 교통                         | 備北交(비호쿠 교)     |                              | 備北交通(비호쿠 교통)   |                       |
| PASPY            | 도모 철도                           | 鞆鉄道(도모 철도)     |                              | 鞆鉄道(도모 철도)       |                       |
| PASPY            | 구레시 교통국                       | 呉市バ(구레 시 버)    |                              | 呉市(구레 시)           |                       |
| PASPY            | HD 서히로시마                       | ボンバス(본 버스)     |                              | ＨＤ西(HD서)            |                       |

## 향후의 도입 예정
수도권의 사철·노선버스·공영 교통의 PASMO에 대해서는 당면 상호 이용을 실시하지 않기 때문에, PASMO 지역에서의 ICOCA의 이용은 할 수 없다.
현재, 철도뿐만이 아니라 미야지마 연락선으로의 도입을 검토하고 있다.
한편, 다른 JR 계열 IC카드인 홋카이도 여객철도(이하 JR 홋카이도)가 발행한 Kitaca 및 큐슈 여객철도(이하 JR 큐슈)가 발행 예정의 SUGOCA와의 상호 이용의 계획 및 견해는 현 시점에서는 각 사업자에게서는 정식으로는 공표되어 있지 않다. 다만, JR 큐슈측은 이시하라 스스무 사장이 기자 회견에서 상호 이용 실현에의 의욕을 보이고 있다(도카이도·산요 신칸센을 개입시켜 이용 지역과의 접속이 있기 위해).
nimoca를 동사의 노선으로 도입하고 있는 서일본 철도는 「(2010년의 니시테츠·후쿠오카 시 교통국·JR 큐슈·JR 동일본에 의한다)4회사 상호 이용화가 실현된 후도, 다른 교통 IC 카드와의 상호 이용화에 임해 가고 싶다. 최종 목표는 전국 어디에 가도 같은 카드를 사용할 수 있는 것.」라고 당시의 사장이 발언하고 있는 일로부터, 동년 이후의 상호 이용을 검토하고 있을 것이라고 생각된다.
ICOCA의 개찰로의 이용율도 반수를 넘고 있는 일로부터, 장래적으로는 ICOCA 전용 개찰기를 도입할 예정이다. 일찍이 PiTaPa와의 상호 이용 개시 이전에는 린쿠타운역에 설치되어 있었다.

## 발행 매수
ICOCA의 발행 매수는 서비스를 첫 개시한 2003년 11월부터 불과 5개월 만에 100만 매를 돌파했다. 2008년 12월말 기준으로 약 431만 매에 이르러, 게이한신 지구의 자동 개찰기로의 ICOCA의 이용률은 약 50%에 이르고 있다.

## 기념 디자인 ICOCA
카드 표면에 사진 등의 도안을 넣은 기념 ICOCA는 2008년 3월 기준으로 5종류가 존재하고 있다. 이 타입만 정기권의 기능을 붙일 수 없다. 선불로의 이용은 통상 디자인의 ICOCA와 아무런 변화는 없다. 정기권으로 할 수 있는 카드인지 어떤지는 카드 우하의 노치의 수에서도 판별할 수 있다(1개：할 수 있다, 2개：할 수 없다). 카드의 파손 등이나 카드의 기능 향상의 이유로 교체하는 경우는 통상 디자인의 카드로 교환하게 된다.
- 2003년 11월 1일 발매 … ICOCA 도입시의 기념 ICOCA(5만 매)
- 2004년 8월 1일 발매 … ICOCA-Suica 상호 이용 기념(5만 매)
- 2004년 12월 6일 발매 … 삼도·광콜렉션(10만 매)
- 2007년 9월 1일 발매 … 오카야마·히로시마 지역 서비스 개시 기념(3만 매)
- 2008년 3월 29일 발매 … Suica·TOICA·ICOCA 상호 이용 개시 기념(3만 매)

## ICOCA를 이용한 범죄
JR 서일본의 역무원 59 명과 위탁 사원 10 명이, ICOCA로 승차한 후 창구의 처리기로 승차 기록을 소거한다고 하는 수단으로 무임 승차를 반복했다고 하는 불상사가 있었다. 그 행위는 서비스가 개시된 2003년 11월부터 2004년 8월까지 행해지고 있었다고 여겨진다. 부정 이용의 총액은 104,630 엔(한화 약 161만 1690 원)에 달했다. 이 중 특히 악질이라고 판단된 역무원 10 명과 위탁 사원 5 명의 합계 15 명은 징계 해고되었다.

## 같이 보기
- 전자화폐